# Kronstädter Pegel

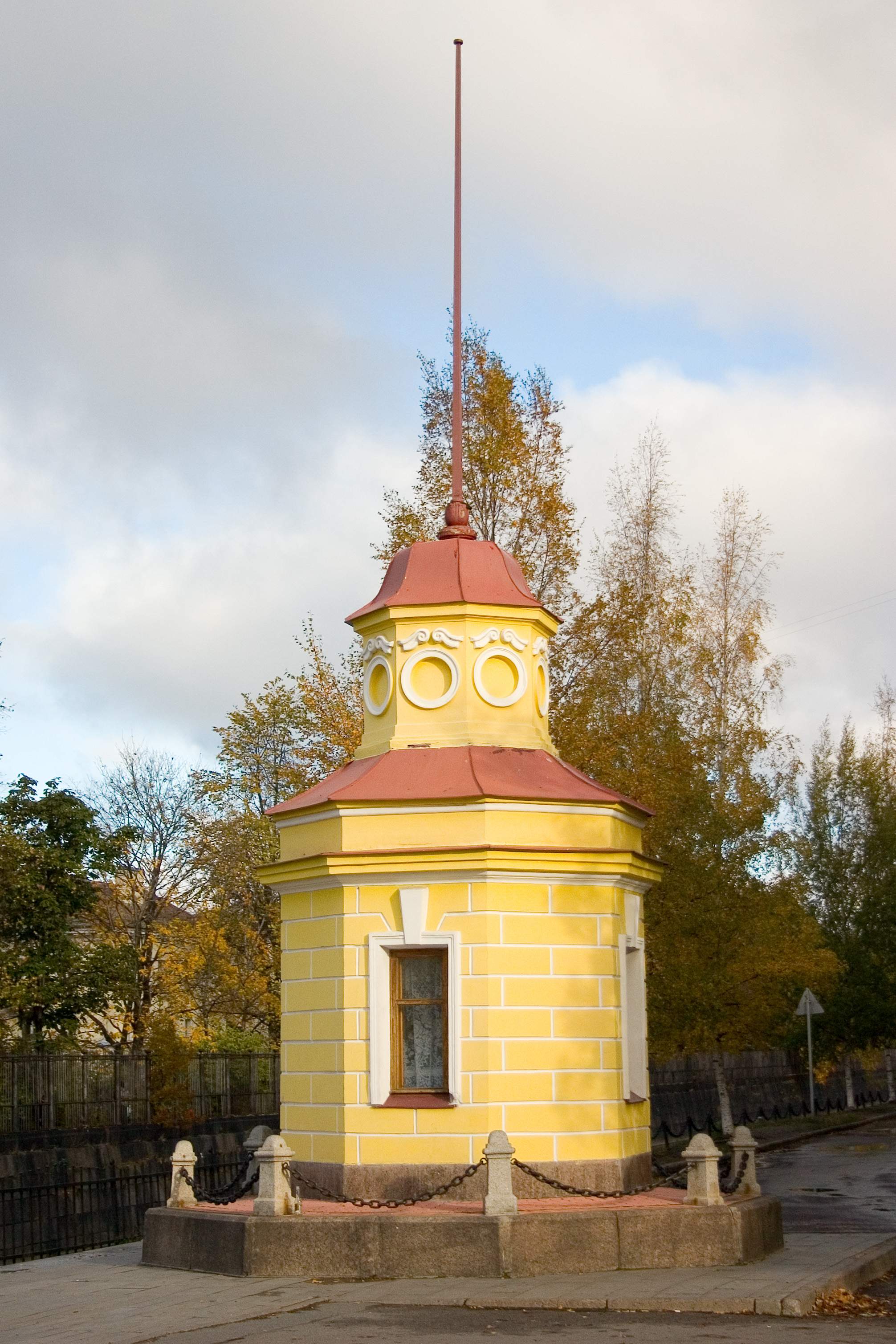
Mareograph in Kronstadt

Das Nullniveau des Kronstädter Pegels bei Sankt Petersburg ist die Bezugshöhe für das Höhensystem Russlands.
Das Bezugsniveau des Pegels liegt etwa 14 cm höher als das des Amsterdamer Pegels.

## Geschichte
Bereits 1707 gab es im russischen Kronstadt einen Pegeldienst. 1840 wurde auf Vorschlag des Hydrographen Michael Reineke an der Blauen Brücke über den Kronstädter Obwodnykanal (kyrillisch Обводный канал) eine Markierung angebracht, die dem mittleren Meeresspiegel des Finnischen Meerbusens von 1825 bis 1839 entsprach.
Im Jahre 1976/77 wurde der Kronstädter Pegel als Bezugsniveau der Sowjetunion eingeführt. Um im Ostblock ein einheitliches Höhensystem zu gewährleisten, übernahmen viele Staaten des RGW sowie Jugoslawien ebenfalls das Niveau des Pegels als Grundlage ihrer geodätischen Höhensysteme. In der DDR wurde dieses Höhensystem als Höhennull (HN oder HN76) bezeichnet.

## Lage
Der Pegel (im Sinne einer Wasserstand-Messeinrichtung) liegt zu Füßen der Festung Kronstadt auf der Ostseeinsel Kotlin im Finnischen Meerbusen. Die Insel ist durch einen Straßendamm mit dem Festland verbunden; die frühere Kleinstadt gehört heute zu St. Petersburg.

## Winddrift
Der Pegel Kronstadt ist aufgrund möglicher Driftströmungen nicht für die ganze Ostsee repräsentativ. Um den Einfluss der Winddrift auf die Wasserstände in der Ostsee zu untersuchen, haben deutsche Ozeanografen meteorologische Prognosemodelle erstellt. Sie analysieren die Luftdruckverteilung typischer Wetterlagen über dem Nord- und Ostseegebiet mit den Pegelschwankungen gegen das Mittelwasser und zum Wasserstand der Kieler Bucht.

## Nutzerstaaten
Der Höhenbezug Kronstädter Pegel ist oder war in verschiedenen Staaten in Gebrauch. Die baltischen Staaten stellten das System zwischen 2014 und 2018 um.
| Bulgarien                    | bulgarisch Надморската височина (н.в.)                                     | bulgarisch Надморската височина (н.в.)        |
| Estland (bis 2017)           |                                                                            |                                               |
| Lettland (bis 2013)          | lettisch Augstums virs jūras līmeņa                                        | lettisch Augstums virs jūras līmeņa           |
| Litauen (bis 2015)           |                                                                            |                                               |
| Polen                        | polnisch metry nad poziomem morza (m n.p.m.)                               | Meter über dem Meeresspiegel                  |
| Russland                     | russisch высота (метры) над уровнем моря wyssota (metry) nad urownem morja | Höhe (Meter) über dem Meeresspiegel           |
| Sowjetunion Nachfolgestaaten | russisch высота (метры) над уровнем моря wyssota (metry) nad urownem morja | Höhe (Meter) über dem Meeresspiegel           |
| Serbien                      | serbisch-kyrillisch Метар(а) изнад ниова мора                              | serbisch-kyrillisch Метар(а) изнад ниова мора |
| Slowakei                     | slowakisch metrov nad morom (m n.m.)                                       | Meter über Meer                               |
| Tschechien                   | tschechisch metrů nad mořem (m n.m.)                                       | Meter über Meer                               |
| Ungarn                       | ungarisch Tengerszint feletti magasság                                     | Höhe über dem Meeresspiegel                   |